# Наталья
Ната́лья (Ната́лия) — женское русское личное имя латинского происхождения, образованное в первые века христианства.
В русском языке раньше бытовала также мужская форма имени — Наталий.

## Этимология имени
Полная (церковная) форма имени, «Наталия», происходит от латинского имени Natalia (мужская форма — Natalis), которое было популярным христианским именем в Византии и оттуда было заимствовано на Русь вместе с христианством.
Имя происходит от лат. natalis с значениями «родной», «рожденный» или «относящийся к рождению», «относящийся к рождеству», «рождественский». В связи с значением «рождественский», имя «Наталия» может толковаться как «рождённая в Рождество» и считаться родственным французскому имени Ноэль.
Существует также версия, связывающая толкование имени «рождённая в Рождество» с толкованием «благословенная».
Форма «Наталья» ранее считалась разговорной.

## Наталья (Натали, Наталия) и Наташа
На постсоветском пространстве имя «Наташа» является уменьшительной формой имени Наталья или Наталия.

## Именины
Православные:
Рождённые до 2002 года празднуют именины только 8 сентября. Канонизация произошла в новом веке, и рождённые после 2002 могут выбирать день именин ближе к дню рождения из имеющихся дат.
| Дата по григорианскому календарю | Дата по юлианскому календарю | Святые                                                         | Примечания                                                      |
| -------------------------------- | ---------------------------- | -------------------------------------------------------------- | --------------------------------------------------------------- |
| 11 января                        | 29 декабря                   | Наталия (Васильева), Наталия (Сипуянова), Наталия (Сундукова), | все мчц.                                                        |
| 22 марта                         | 9 марта                      | Наталия (Ульянова)                                             | прмчц., послушница.                                             |
| 31 марта                         | 18 марта                     | Наталия (Бакланова)                                            | прмц.                                                           |
| 8 сентября                       | 26 августа                   | Наталия Никомидийская                                          | мчц., супруга мученика Адриана Никомидийского (начало IV века). |
| 14 сентября                      | 1 сентября                   | Наталия (Козлова)                                              | мчц.                                                            |

Католические:
| Дата       | Святая                             | Примечания                                                                  |
| ---------- | ---------------------------------- | --------------------------------------------------------------------------- |
| 27 июля    | Святая Наталия                     | Одна из пятерых святых мучеников, обезглавленных мусульманами в 852-м году. |
| 26 августа | Святая Наталия Никомидийская       | мчц., супруга мученика Адриана Никомидийского (начало IV века).             |
| 1 декабря  | Святая Наталия Константинопольская |                                                                             |

## В астрономии
- (448) Наталия — астероид, открытый в 1899 году.
- HD 85390 — звезда в созвездии Паруса, носящая имя Наташа (Natasha). Формально название происходит не от Наталии, но от «Спасибо» на многих диалектах Замбии[13][нет в источнике].